# Fargo
|  | Per a altres significats, vegeu «Fargo (desambiguació)». |

Fargo (títol original en anglès: Fargo) és una pel·lícula de 1996, dirigida i produïda per Joel Coen i Ethan Coen, guanyadora de dos premis Oscar, entre altres guardons.

## Argument
Jerry Lundegaard, home apocat i tímid i venedor de vehicles d'ocasió s'esfondra sota els deutes, tot i estar casat amb la filla d'un milionari que el manté totalment allunyat de la seva fortuna. Així decideix contractar dos delinqüents perquè segrestin la seva esposa, i així amb el rescat poder muntar el seu propi negoci. Però en el transcurs del rapte, tres innocents resulten brutalment assassinats, sent el començament d'una sèrie de morts sense sentit que haurà de resoldre la policia.
Una policia, Marge Gunderson, portarà la investigació...

## Realitat o ficció
Fargo comença amb el text següent:
AQUESTA ÉS UNA HISTÒRIA VERITABLE. Els esdeveniments descrits en aquesta pel·lícula van tenir lloc a Minnesota el 1987. A instàncies dels supervivents, els noms s'han canviat. A part del respecte pels morts, la resta és tal com va passar.
Deia Joel Coen, "No estàvem interessats en aquella classe de fidelitat. Els esdeveniments bàsics són els mateixos que en el cas genuí, però les caracteritzacions s'imaginen plenament." 
Els Coen afirmen que els assassinats van tenir lloc, però no a Minnesota. La raó de la localització de la pel·lícula és que els Coen van néixer a Minnesota. En la pista de curiositats del DVD d'edició especial per a "Fargo", es revela que el cas principal per a la inspiració de la pel·lícula es basava en l'assassinat infame de 1986 de Helle Crafts de Connecticut a mans del seu marit, Richard, que la matava i amagava el seu cos en un bosc.

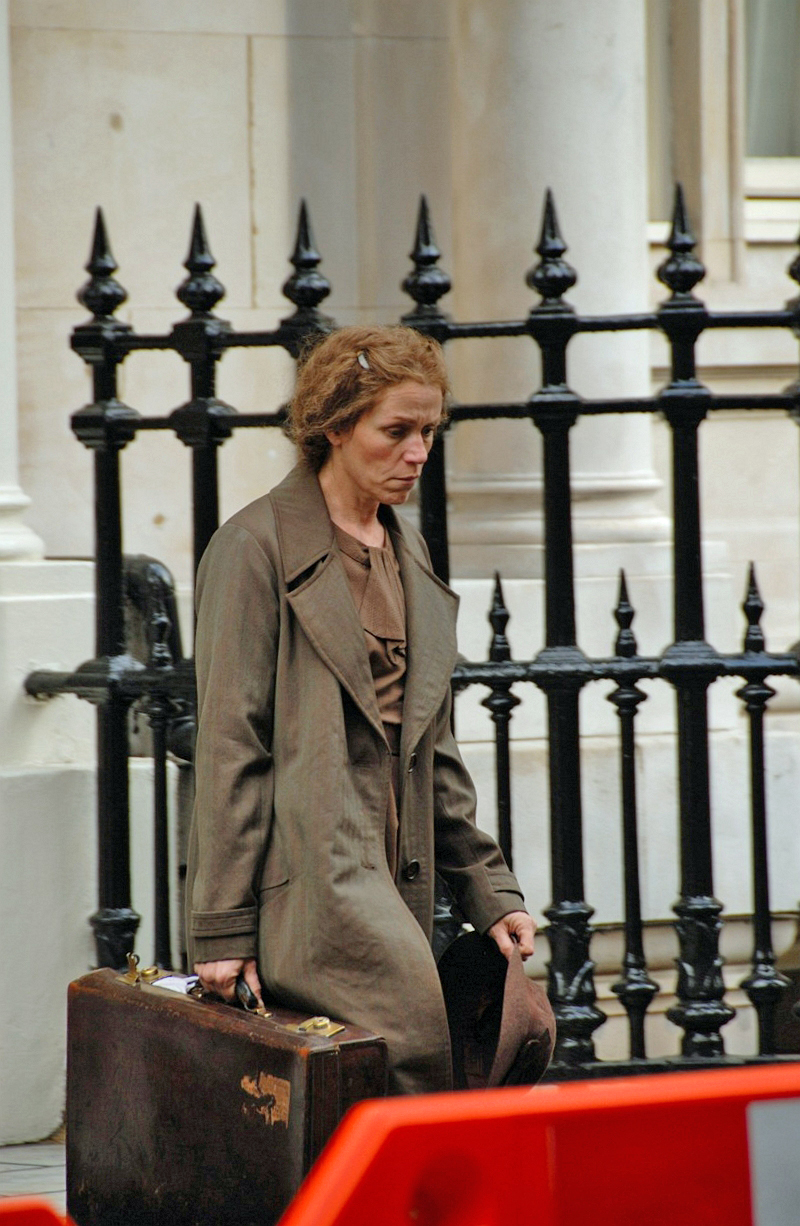
Frances McDormand, que interpreta Marge Gunderson

Els crèdits finals a Fargo insisteixen que "totes les persones de l'obra són fictícies".

## Títol
El títol de la pel·lícula, Fargo, ho és per la ciutat de Fargo (Dakota del Nord), que juga un petit paper en el començament de la pel·lícula, només uns quants segons després d'una escena curta en un bar. Encara que l'escena passa a Fargo, la localització del tiroteig va ser a Minneapolis. La resta de la pel·lícula passa totalment a Minnesota, principalment a Minneapolis i Brainerd. Tanmateix, a causa de l'hivern suau de Minnesota durant la producció, gran part de la pel·lícula està filmada, de fet, a Dakota del Nord. Sobre una entrevista en el DVD d'edició especial, els Coen afirmaven que titulaven la pel·lícula "Fargo" perquè sonava més interessant que "Brainerd".

## Repartiment
- Frances McDormand com Marge Gunderson
- William H. Macy as comJerry Lundegaard
- Steve Buscemi com Carl Showalter
- Peter Stormare com Gaear Grimsrud
- Harve Presnell com Wade Gustafson
- Kristin Rudrüd com Jean Lundegaard
- Tony Denman com Scotty Lundegaard
- Steve Reevis com Shep Proudfoot
- Larry Brandenburg com Stan Grossman
- John Carroll Lynch com Norm Gunderson
- Steve Park com Mike Yanagita

## Premis i nominacions

### Premis
- Oscar a la millor actriu (1996) per Frances McDormand[5]
- Oscar al millor guió original (1996) per Joel Coen i Ethan Coen
- BAFTA (1996) Premi David Lean al millor director per Joel Coen
- Festival Internacional de Cinema de Canes Premi al Millor director per Joel Coen
- National Board of Review per la millor actriu a Frances McDormand
- National Board of Review pel millor director a Joel Coen
- Screen Actors Guild per la millor actuació femenina en un rol principal a Frances McDormand

### Nominacions
- Oscar:
  - millor pel·lícula
  - millor director per Joel Coen
  - millor actor secundari per William H. Macy
  - millor fotografia per Roger Deakins
  - millor muntatge per Joel Coen i Ethan Coen
- Globus d'Or:
  - millor pel·lícula musical o còmica
  - millor director per Joel Coen
  - millor actriu musical o còmica per Frances McDormand
  - millor guió per Joel Coen i Ethan Coen
- Premis BAFTA:
  - millor pel·lícula
  - millor fotografia
  - millor actriu
  - millor guió original
  - millor muntatge
- César a la millor pel·lícula estrangera